# 霍爾斯坦-戈托普-羅曼諾夫王朝
霍爾斯坦-戈托普-羅曼諾夫王朝是俄羅斯封建時代的最後一個王朝，也是俄羅斯歷史上第三個或第二個王朝；如果把此王朝與羅曼諾夫王朝做切割，那麼算作第三個統治王朝，但如果把此王朝也算作羅曼諾夫的一部分，則為俄羅斯第二個王朝。此王朝是彼得二世（1727年-1730年在位）去世後，因為罗曼诺夫王朝断绝男嗣，加上未婚无嗣的伊莉莎白·彼得羅芙娜女皇（1741-1762年在位）也去世，所以只能由彼得大帝的外孙、位於德國的霍爾斯坦-戈托普王朝的彼得·烏爾里希大公继承俄羅斯皇帝的位置，稱彼得三世，霍爾斯坦-戈托普-罗曼诺夫王朝就此开始；直至第一次世界大戰末期，尼古拉二世全家被布尔什维克滅門，王朝自此正式滅亡。

## 歷史

羅曼諾夫皇朝旗1858年－1914年

彼得三世逝世後，妻子葉卡捷琳娜二世（又稱凱薩琳二世）繼位。她在位期间（1762年-1796年）實行開明專制，使俄国从昏睡中觉醒，并且在西欧和国际事务中具有很高的威望。她在位34年，发动了6次大规模的战争：包括三次瓜分波兰（1772年、1793年和1795年）、两次俄土战争和一次俄瑞战争，通过这些战争和强权统治，叶卡捷琳娜二世建立了一个跨欧、亚、美三大洲、领土面积居世界第一位的超级帝国。在这一时期，俄国的国土面积扩大了63万平方公里（其中有46万平方公里来自波兰）。
亚历山大一世统治时期（1801年-1825年），帝国的经济和政治达到顶峰。亚历山大一世最大的功绩在于打败了法国的侵略者拿破仑·波拿巴，即法蘭西皇帝拿破仑一世。借此绞杀了法国大资产阶级专权的法兰西第一帝国。但在亚历山大统治的后期，由于人民的反抗和神秘主义的影响，俄罗斯帝国开始衰败。1825年至1855年暴君尼古拉一世统治期间，俄国的军事行动频繁，物价飞涨，开始出现崩溃的征兆。尤其是克里米亚战争，使被压迫的农奴们苦不堪言。1856年战争结束之后，俄国的农奴制已经危在旦夕。1861年至1862年皇帝亚历山大二世决定采取措施，于是有了自上而下的「亚历山大二世改革」，通过改革，俄国开始真正走上了资本主义路线。
第一次世界大战爆发前夕，俄、英、法三国结成协约国集团。1917年，战争即将结束时，由于资产阶级和无产阶级运动，罗曼诺夫王朝的统治被挤垮，末代皇帝尼古拉二世被迫在奥拉宁堡宣布退位，并于1918年7月17日在叶卡捷琳堡与皇室家族一起被布尔什维克枪决，至此，罗曼诺夫王朝结束。

### 後裔
亚历山大三世的两个儿子，末代沙皇尼古拉二世和家人，及弟弟米哈伊尔大公在十月革命期间相继被处决；米哈伊尔大公唯一的儿子布拉索夫伯爵格奥尔基·米哈伊洛维奇于1931年在法国車禍殞命。至此，亚历山大三世的男系血统断绝，亚历山大三世的侄子基里尔·弗拉基米洛维奇成为俄罗斯皇位覬覦者。基里尔·弗拉基米洛维奇之子弗拉基米尔·基里洛维奇仅有一女玛利亚·弗拉基米洛夫娜；基於对女性继承权的分歧，俄罗斯皇位觊觎者分为两人，即玛利亚·弗拉基米洛夫娜，另为阿列克谢·安德烈耶維奇。

## 歷代沙皇
1. 1762年，彼得三世
2. 1762年-1796年，葉卡捷琳娜二世（葉卡捷琳娜大帝）
3. 1796年-1801年，保羅一世
4. 1801年-1825年，亚历山大一世
5. 1825年-1855年，尼古拉一世
6. 1855年-1881年，亚历山大二世
7. 1881年-1894年，亚历山大三世
8. 1894年-1917年，尼古拉二世